# Gong'anyizu
Gong'anyizu (kinesiska: 共安彝族乡, 共安) är en socken i Kina. Den ligger i provinsen Sichuan, i den sydvästra delen av landet, omkring 190 kilometer sydväst om provinshuvudstaden Chengdu. Antalet invånare är 5 187. Befolkningen består av 2 445 kvinnor och 2 742 män. Barn under 15 år utgör 22,0 %, vuxna 15-64 år 67 %, och äldre över 65 år 10,0 %.
Genomsnittlig årsnederbörd är 1 487 millimeter. Den regnigaste månaden är juli, med i genomsnitt 349 mm nederbörd, och den torraste är december, med 12 mm nederbörd.